# Sitobion wikstroemiae
Sitobion wikstroemiae är en insektsart. Sitobion wikstroemiae ingår i släktet Sitobion och familjen långrörsbladlöss. Inga underarter finns listade i Catalogue of Life.